# Karpno (Lądek-Zdrój)

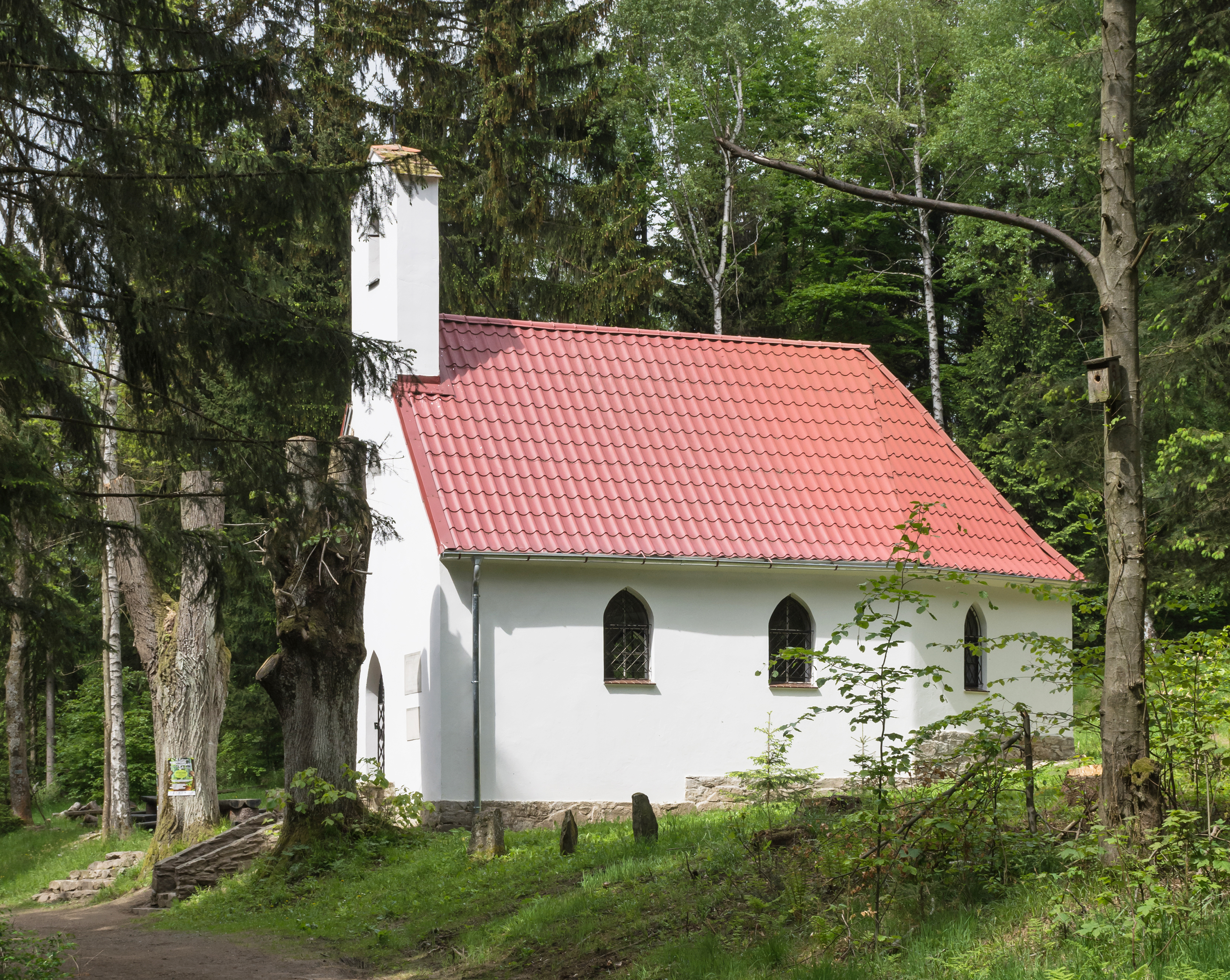
Marienkapelle in Karpno

Karpno (deutsch Karpenstein) ist ein nicht mehr existierendes Dorf im Powiat Kłodzki in der Woiwodschaft Niederschlesien in Polen. Das Gebiet gehört zur Stadt- und Landgemeinde Lądek-Zdrój.

## Geographie
Das Gebiet von Karpno liegt im Osten des Reichensteiner Gebirges an der Grenze zu Tschechien. Es wird über eine Stichstraße von Lądek-Zdrój aus erreicht. Oberhalb des nicht mehr bewohnten Ortes liegt die Burgruine Karpenstein. Nachbarorte sind Lutynia (Leuthen) und Ułęże (Überschaar) im Norden, Stary Gierałtów (Alt Gersdorf) im Süden, Stójków (Olbersdorf) im Südwesten und Lądek-Zdrój (Bad Landeck) im Westen. Jenseits der Grenze liegen die Ortschaften Travná (Krautenwalde), und Zálesi (Waldek) im Nordosten sowie Červený Důl (Rothengrund) im Osten.

## Geschichte
Das Dorf Karpenstein wurde 1571–1578 unterhalb der Burg Karpenstein angelegt und zunächst als Kratzdorf bezeichnet. Es gehörte zum Landecker Distrikt im Glatzer Land und war im Besitz der Böhmischen Kammer. Sie verkaufte 1684 das Dorf Karpenstein zusammen mit den Ortschaften Oberthalheim, Voigsdorf, Leuthen, Wolmsdorf, Konradswalde und Winkeldorf an den Oberregenten der Glatzer Kammergüter und kaiserlichen Rat Sigmund Hofmann († 1698), der vom Kaiser mit dem Prädikat „von Leuchtenstern“ in den Adelsstand erhoben worden war. Dessen Enkel Leopold Reichsgraf von Leuchtenstern verkaufte 1736 Karpenstein sowie Oberthalheim, Voigsdorf und Leuthen an die Kämmerei der Stadt Landeck.
Nach dem Ersten Schlesischen Krieg 1742 und endgültig mit dem Hubertusburger Frieden 1763 fiel Karpenstein zusammen mit der Grafschaft Glatz an Preußen. Nach der Neugliederung Preußens gehörte es seit 1815 zur Provinz Schlesien und war zunächst dem Landkreis Glatz eingegliedert. 1818 erfolgte die Umgliederung in den Landkreis Habelschwerdt, mit dem es bis 1945 verbunden blieb. Ab 1874 gehörte die Landgemeinde Karpenstein zum Amtsbezirk Landeck; 1923 erfolgte die Umgliederung in den Amtsbezirk Seitenberg. 1939 wurden 112 Einwohner gezählt.
Als Folge des Zweiten Weltkriegs fiel das Dorf Karpenstein 1945 wie fast ganz Schlesien an Polen und wurde in Karpno umbenannt. Die deutsche Bevölkerung wurde vertrieben. Die neu angesiedelten Bewohner waren zum Teil Heimatvertriebene aus Ostpolen, das an die Sowjetunion gefallen war. Sie verließen Karpno in den nachfolgenden Jahren wieder. Dadurch wurden die Häuser und Gehöfte dem Verfall preisgegeben. Seit den 1990er Jahren gilt Karpno als nicht mehr bewohnt.

## Sehenswürdigkeiten
- Die Burgruine befindet sich 100 Meter südlich der Wüstung auf einer Anhöhe.
- Die Marienkapelle, etwa im Zentrum der Wüstung befindlich, wurde durch Instandsetzungsmaßnahmen vor dem Verfall gerettet und dient wieder als Gotteshaus. Sie ist eine Wallfahrtsstätte.